# ATP Challenger Venedig
Der ATP Challenger Venedig (offiziell: Venedig Challenger) war ein Tennisturnier, das von 1990 bis 2001 jährlich in Venedig, Italien, stattfand. Es gehörte zur ATP Challenger Tour und wurde im Freien auf Sand gespielt. Federico Mordegan ist mit drei Titeln im Doppel Rekordsieger des Turniers.

## Liste der Sieger

### Einzel
| Jahr | Sieger              | Finalgegner            | Ergebnis          |
| ---- | ------------------- | ---------------------- | ----------------- |
| 2001 | Christophe Rochus   | Nicolas Coutelot       | 6:75, 7:5, 6:4    |
| 2000 | Agustín Calleri     | Jacobo Díaz            | 6:0, 6:1          |
| 1999 | Andrei Pavel        | Sláva Doseděl          | 6:2, 6:0          |
| 1998 | Adrian Voinea       | Franco Squillari       | 6:3, 6:3          |
| 1997 | Julián Alonso       | Marcello Craca         | 6:3, 6:7, 6:0     |
| 1996 | Alberto Berasategui | Javier Sánchez         | 6:2, 6:2          |
| 1995 | nicht ausgetragen   | nicht ausgetragen      | nicht ausgetragen |
| 1994 | Fabrice Santoro     | Emilio Sánchez Vicario | 7:5, 3:6, 6:1     |
| 1993 | Tomás Carbonell     | Gilbert Schaller       | 6:4, 0:6, 6:1     |
| 1992 | Thomas Muster       | Marcos Aurelio Górriz  | 6:4, 6:1          |
| 1991 | Carlos Costa        | Alberto Mancini        | 6:3, 7:5          |
| 1990 | Bruno Orešar        | Andrei Olchowski       | 6:3, 6:3          |

### Doppel
| Jahr | Sieger                                    | Finalgegner                       | Ergebnis          |
| ---- | ----------------------------------------- | --------------------------------- | ----------------- |
| 2001 | Mark Merklein Mitch Sprengelmeyer         | Luis Horna Sebastián Prieto       | 6:4, 7:67         |
| 2000 | Julián Alonso Aleksandar Kitinov          | Andrea Gaudenzi Diego Nargiso     | 7:63, 7:5         |
| 1999 | Albert Portas Germán Puentes              | Diego del Río Mariano Hood        | 6:4, 6:0          |
| 1998 | Nebojša Đorđević Marcos Ondruska          | Massimo Bertolini Sander Groen    | 1:6, 6:1, 6:2     |
| 1997 | Giorgio Galimberti Massimo Valeri         | David Roditi Martín Rodríguez     | 6:4, 0:6, 7:6     |
| 1996 | Federico Mordegan (3) Vincenzo Santopadre | Cristian Brandi Filippo Messori   | 6:4, 6:3          |
| 1995 | nicht ausgetragen                         | nicht ausgetragen                 | nicht ausgetragen |
| 1994 | Cristian Brandi (2) Federico Mordegan (2) | Tomas Nydahl Simon Youl           | 6:3, 4:6, 6:3     |
| 1993 | Horacio de la Peña Juan Gisbert Schultze  | Oliver Fernández Gilbert Schaller | 6:1, 6:3          |
| 1992 | Johan Donar Ola Jonsson                   | Cristian Brandi Federico Mordegan | 6:3, 6:2          |
| 1991 | Jordi Arrese Francisco Roig               | Franco Davín Marcelo Filippini    | 6:3, 6:2          |
| 1990 | Cristian Brandi (1) Federico Mordegan (1) | Henrik Holm Nils Holm             | 6:1, 6:4          |